# Hypotrachyna granulans
Hypotrachyna granulans är en lavart som beskrevs av K. H. Moon, Kurok. & Kashiw. Hypotrachyna granulans ingår i släktet Hypotrachyna och familjen Parmeliaceae.   Inga underarter finns listade i Catalogue of Life.